# كيث أوينز
كيث أوينز (بالإنجليزية: Keith Owens)‏ مواليد 31 مايو 1969 في سان فرانسيسكو، هو لاعب كرة سلة أمريكي سابق. بدأ مسيرته الاحترافية في سنة 1991. حمل الرقم 25. يبلغ طوله 6 قدم 8 بوصة (2.0 م). اعتزل اللعب في 1994. لعب مع لوس أنجلوس ليكرز وجوفينتوت بادالونا.

## روابط خارجية
- كيث أوينز على موقع إن بي أي (الإنجليزية)
- كيث أوينز على موقع سبورتس رفرنس (الإنجليزية)
- كيث أوينز على موقع الدوري الإسباني لكرة السلة (الإسبانية)
- كيث أوينز على موقع كلية كرة السلة في سبورتس رفرنس.كوم (الإنجليزية)
- كيث أوينز على موقع ريلجم (الإنجليزية)
- كيث أوينز على موقع بروبوليرز (الإنجليزية)
- كيث أوينز على موقع سبورتس رفرنس (الإنجليزية)